# Макнамара, Джулианн
Джулианн Лин Макнамара (англ. Julianne Lyn McNamara, 11 октября 1965, Флашинг, Нью-Йорк, США) — американская спортивная гимнастка. Чемпионка и дважды серебряный призёр летних Олимпийских игр 1984 года.

## Биография
Джулианн Макнамара родилась 11 октября 1965 года в районе Флашинг одного из крупнейших боро Нью-Йорка Куинс.
Представляла гимнастический клуб Белы Каройи.
В 1980 году стала чемпионкой США в личном многоборье и завоевала право участвовать в летних Олимпийских играх в Москве, однако Штаты бойкотировали их.
В 1981 году завоевала бронзовую медаль в упражнениях на брусьях на чемпионате мира в Москве. Кроме того, она заняла 7-е место в многоборье и вольных упражнениях, 5-е место в упражнениях на бревне. Результат Макнамары в многоборье на тот момент был высшим в истории американской спортивной гимнастики.
В 1984 году завоевала три медали на летних Олимпийских играх в Лос-Анджелесе. Она выиграла золотую награду в упражнениях на брусьях, набрав 19,950 балла. Такой же результат показала китаянка Ма Яньхун, которой также вручили медаль высшей пробы. Кроме того, на счету Макнамары две серебряных медали — в командном многоборье, где сборная США уступила гимнасткам Румынии, и вольных упражнениях, где американка проиграла только 0,025 балла румынке Екатерине Сабо.
В течение карьеры завоевала 4 золотых, 4 серебряных и 1 бронзовую медаль чемпионата США.
В 1987 году завершила спортивную карьеру. Работала актрисой, снималась в телесериалах «Чарльз в ответе» и «Рыцарь дорог». Комментировала соревнования по спортивной гимнастике на телевидении.

## Семья
Родители Джулианн Кевин и Джин Макнамара — выходцы из Австралии.
В 1989—2015 годах была замужем за бейсболистом Тоддом Зейлом, у них родились четверо детей.

## Увековечение
В 1982 году Цветочный совет Нидерландов назвал розу Джулианны Макнамары.
Введена в Зал славы американской гимнастики.